# Urdonau

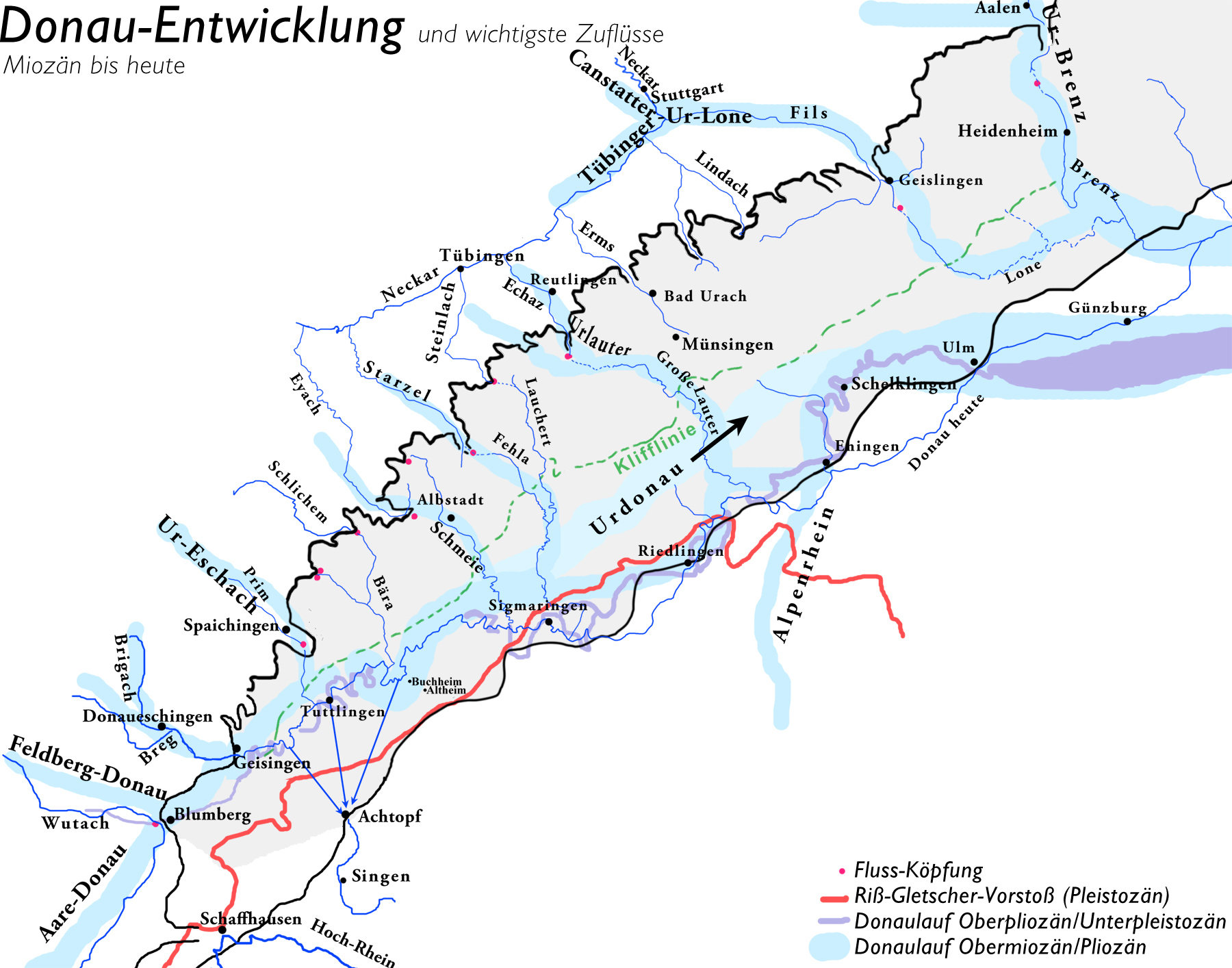
Urdonau und Entwicklung seit dem Miozän bis heute

Mit dem Begriff Urdonau werden mehrere frühere Zustände in der Geschichte des Flusssystems der Donau bezeichnet. Der Begriff bezieht sich zumeist auf den Laufabschnitt nördlich der Alpen.

## Landschaftsgeschichtlicher Rahmen
Das Donausystem wird vorgezeichnet durch das Molassebecken nördlich des Alpenbogens, das sich im Tertiär nach Faltungs- und Überschiebungsvorgängen stark heraushob. Das Molassebecken war abwechselnd Meeresarm, Süßwasserschwemmland oder versumpfte Niederung, später immer öfter Schotterebene. Es öffnete sich nach Südwesten wie auch nach Osten zum „Ur-Mittelmeer“ bzw. zur Paratethys und entwässerte in festländischen Episoden dorthin. Wechselhaft verhielt sich der Mittelteil, der ungefähr dem heutigen süddeutschen Alpenvorland und dem schweizerischen Mittelland entspricht, denn er entwässerte zunächst nach Osten, dann nach Westen, wieder nach Osten und schließlich, bis zum heutigen Tag, in drei verschiedene Richtungen. Das spätere ostwärts gerichtete Stromsystem kann dabei als Urdonau gelten, da es in mindestens einem Abschnitt, zwischen Passau und Wien, mit ununterbrochenem fluvialem Geschehen auf die heutige Donau überkommen ist.

## Molassebecken als Vorläufer

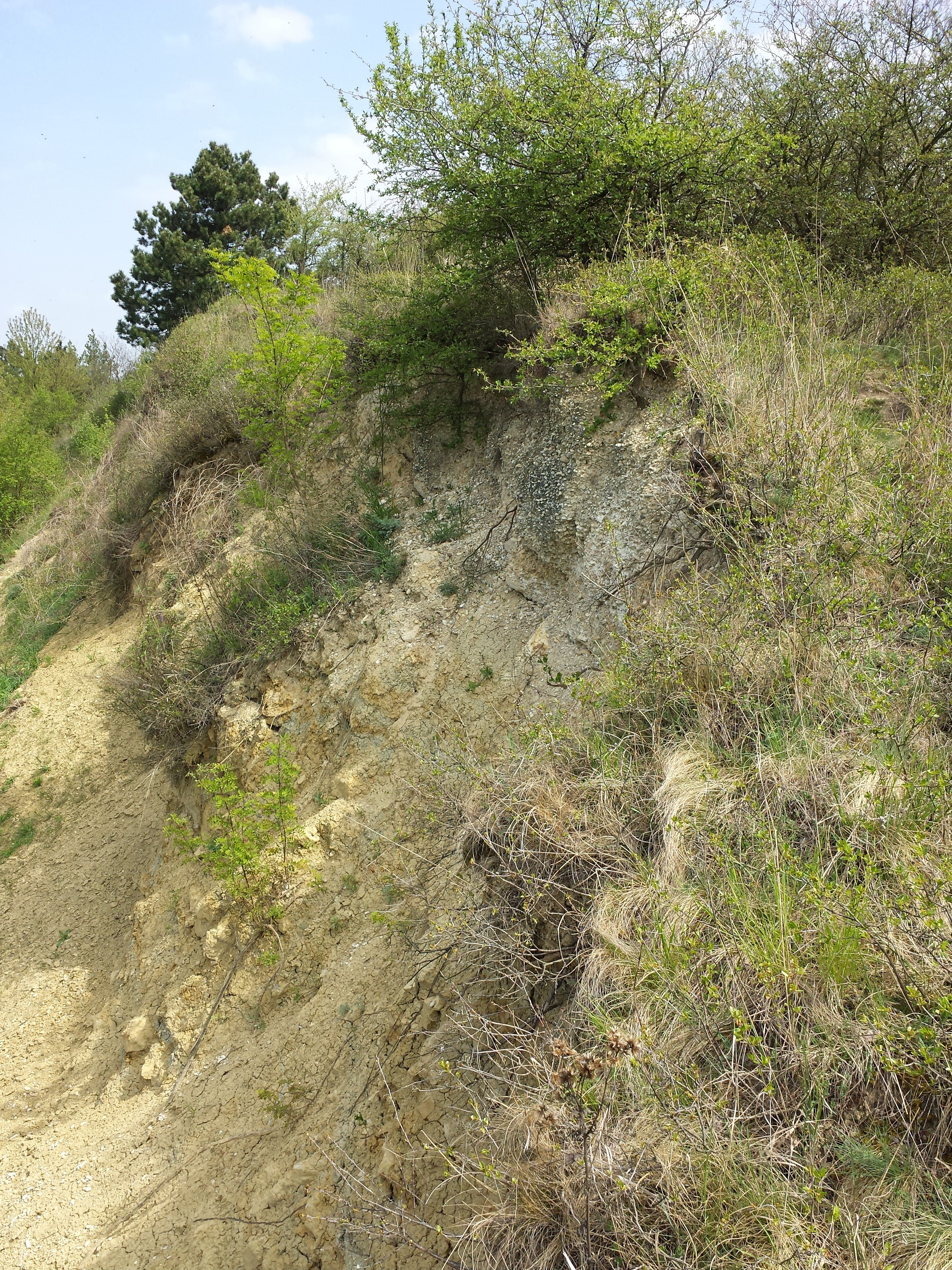
Der Burgstall bei Haslach im nordöstlichen Niederösterreich besteht aus Schottern der Urdonau und entstand durch Reliefumkehr. Heute verläuft die Donau rund 30 Kilometer weiter südlich.

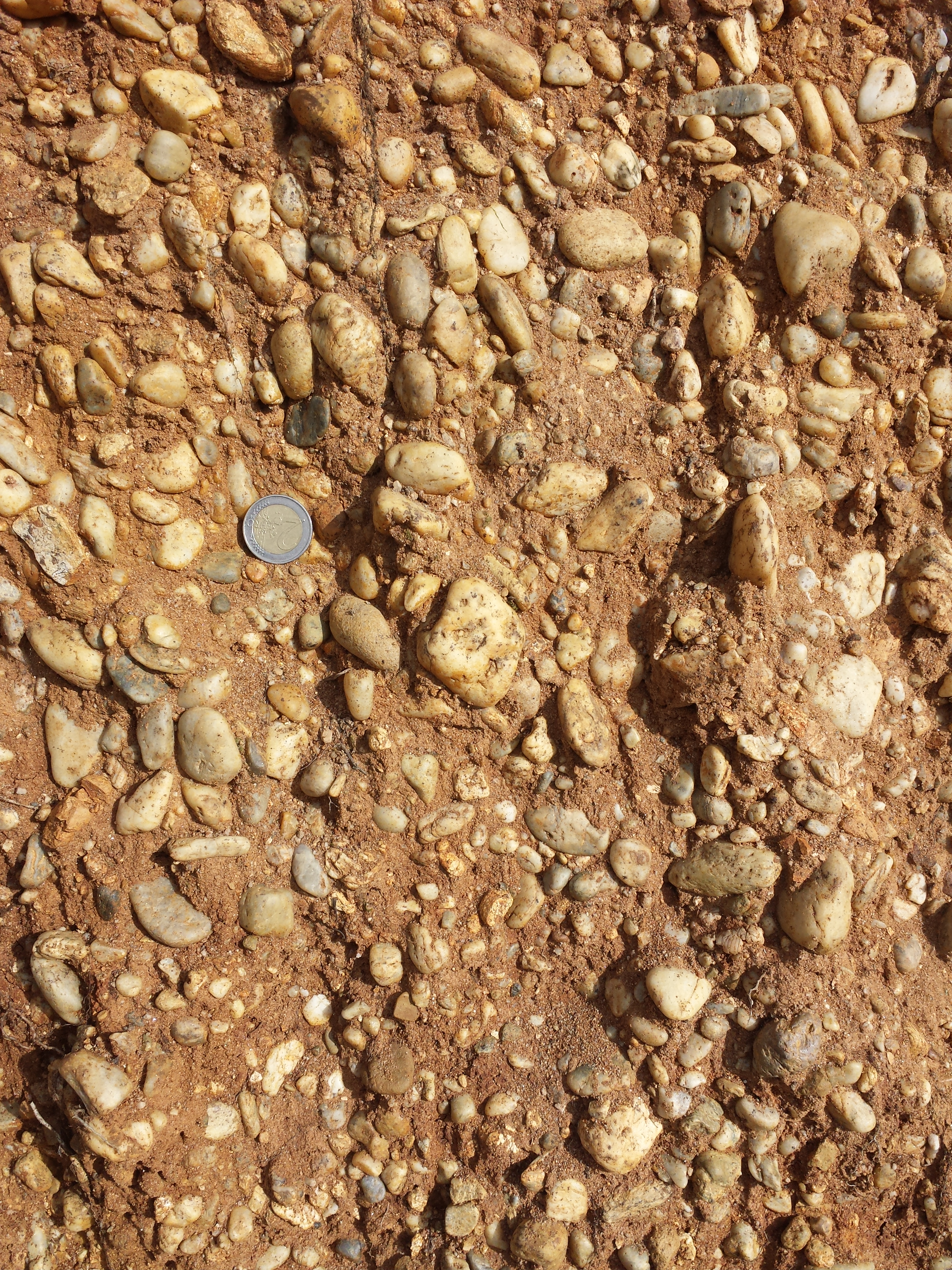
Schotter und Sande der Urdonau in der Hollabrunn-Mistelbach-Formation im nordöstlichen Niederösterreich, aufgeschlossen in einer Schottergrube im Glasweiner Wald.

Im unteren Miozän, vor zirka 20 Millionen Jahren, wurde das Molassebecken nördlich der Alpen letztmals eine durchgehende ostwestgerichtete Meeresstraße (Helvetmeer, Obere Meeresmolasse). Sie wurde bald durch die Schwelle von Amstetten (im Grenzbereich des heutigen Oberösterreich mit Niederösterreich) geteilt. Im oberen Miozän begann der nordwärtige Schub der Afrikanischen Platte, neben der laufenden Alpidischen Orogenese, auch das nördliche Vorland bis jenseits der Randsenke großräumig anzuheben, am stärksten beiderseits des heutigen südlichen Oberrheingrabens. Gleichzeitig formte sich der Faltenjura. Diese Hebungen schnürten das westlich der Schwelle verbliebene brackige Flachwasserbecken vom offenen Meer im Westen ab und ließen es zu einer amphibischen Fluss- und Seenlandschaft werden. Alpine Schuttfächer füllten die Senke stetig auf (Molassebecken) und drängten das weiterhin nach Westen gerichtete junge Stromsystem an dessen Nordrand, bereits in die Nähe des heutigen Donaulaufs. Hebungs- und Sedimentationsvorgänge, die später zur Umkehrung der Fließrichtung nach Osten führen sollten, waren damit, vor gut 15 Millionen Jahren, eingeleitet.

## Erste Urdonau nach Umkehrung der Fließrichtung
Möglicherweise beschleunigte bald darauf der Einschlag des Ries-Meteoriten die Fließumkehr. Wenn auch zunächst die massiven Dauerregen über dem erhitzten Impaktbereich zur Stabilisierung des westwärts gerichteten Stromsystems führten, in Form des breiten Graupensandstroms, und nachfolgend des gemächlicheren so genannten Glimmersandstroms, so scheint die mit dem Impaktbeben beschleunigte Hebung im Bereich des Südschwarzwaldes eine vermehrte Auffüllung des Sedimentationsbeckens ermöglicht zu haben, so dass die trägen Gewässer schließlich auch ostwärts abströmen konnten, über die flache Schwelle von Amstetten hinweg. So schnitt im älteren Pliozän, vor etwa 7 Millionen Jahren, erstmals eine Urdonau ein Tal in Richtung Wiener Becken ein.
Die Urdonau verlief streckenweise nördlicher als heute.
So lief die Donau ursprünglich über das Wellheimer Trockental ins heutige Altmühltal.
Auch zwischen Neustadtl und Spitz floss sie nördlicher als heute, in der Linie des Yspertals, Weitenbachtals und Spitzer Grabens, und ab Krems durch das heutige Weinviertel (Hollabrunn-Mistelbacher Schotterkegel), wo sie in ein brackiges Flachmeer mündete. Dieses Gewässer wird auch als Pannonischer See bezeichnet, es nahm neben der Ur-Donau oder Paläo-Donau einige aus dem Gebiet der Alpen kommende Flüsse und deren Sedimente auf.

## Aare-Donau
Im Laufe des Pliozäns bildete sich über die ganze Breite der Sedimentebene zwischen den Alpen und der deutschen Mittelgebirgsschwelle (Taunus, Rhön, Thüringer Wald) das Stromsystem der Urdonau aus, und zwar in einem auffallend gleichförmigen Fischgrätmuster, so, wie es südlich der Donau noch heute der Fall ist. Durch den sich hoch auffaltenden Jura nördlich der heutigen Aare wurde vor 3 bis 4 Millionen Jahren auch die heutige obere Rhone ein Teil des Donausystems und sogar dessen Quellfluss. Mit der weiteren Hebung Mitteleuropas wurde in der heutigen Ungarischen Tiefebene der Pannonsee vom Meer abgeschnürt, und die Donaumündung verlagerte sich immer weiter nach Osten.
Zugleich wurde das inzwischen stark gehobene obere Einzugsgebiet immer mehr von Westen und Norden her durch Erosionsvorgänge benachbarter Stromsysteme angeschnitten und verkleinert. Auch der Quellfluss, die obere Rhone, brach nach Westen aus. Es verblieb die noch immer mächtige Aare-Donau. So verlagerte sich das Urdonausystem insgesamt wieder schrittweise ostwärts.
Der Verlauf dieses großen Urdonaustroms ist heute gut ablesbar an alpinen Flussschottern, die infolge der fortdauernden Hebung heute auf Gipfeln und Plateaus der Schwäbischen Alb liegen, wogegen sich die Donau, meist nur wenig südlicher, inzwischen 70 bis 200 Meter tiefer in den Untergrund des Hebungsgebietes eingeschnitten hat (bis etwa Ulm). Die damals noch großen nördlichen Nebenflüsse begannen ebenfalls, breite Täler in die Albhochfläche einzutiefen.

## Feldbergdonau und Altmühldonau
Das (nach dem Ries-Impakt) spektakulärste Ereignis in der Entwicklung der Urdonau war im jüngeren Pliozän der Verlust ihres Oberlaufes zum Rhone-Graben hin, der nun durch das heutige Hochrheintal und die Burgundische Pforte den Aare-Sundgaustrom bildete. (Am Ende des Pliozäns wendete sich dieser Strom dann dem immer tiefer absinkenden Rheingraben und der Nordsee zu, von nun an das Basler Rheinknie bildend.)
Der nächstgrößte Nebenfluss der gekappten Restdonau, der heutige Alpenrhein, war bis auf weiteres zum Hauptstrom der Urdonau geworden. Dennoch wird sie in diesem Stadium als Feldbergdonau bezeichnet, da der weniger Wasser führende Quellast aus dem Schwarzwald schon weitgehend der heutigen Donau entsprach. Dies gilt am Ende des Pliozäns auch für den weiteren Stromverlauf. Die bemerkenswerteste Abweichung markiert das Wellheimer Trockental und das untere Altmühltal, in dem die Donau die südliche Fränkische Alb in weiten Windungen durchschnitt und anschließend eine weit nach Süden ausholende Flussschlinge bildete. Dieses Stadium der Urdonau wird daher dort Altmühldonau genannt.
Der verbliebenen Donau beinahe ebenbürtig waren nun manche Nebenflüsse aus dem Norden, deren größter sich aus den entgegengerichteten Vorläufern von Werra und Fulda speiste. Bis vor etwa 2,6 Millionen Jahren wurde das Maingebiet durch mehrere Flussläufe nach Süden zur Urdonau hin entwässert. Erst mit der Entstehung des Oberrheingrabens im ältesten Pleistozän verschob sich die Wasserscheide nach Südosten. Dementsprechend kehrte zunächst der westlichste dieser Donaunebenflüsse seine Fließrichtung nach Westen zum Untermain um, später geschah Ähnliches auch am östlichen Mainviereck und am Maindreieck, beides Zeugen der alten donauwärtigen Fließrichtungen. Auch der Neckar und seine Nebenflüsse entwässerten nun zum Oberrhein. Der heutige Obermain durchbrach dagegen erst im Donau-Günz-Interglazial die Haßfurter Keuperstufe und floss von da an ebenfalls nach Westen.
Einen weiteren starken Wasserverlust brachte zu Beginn des mittleren Pleistozäns, vor vielleicht 800.000 Jahren, das Ausbrechen des Alpenrheins zum heutigen Hochrheintal mit sich. Die Feldbergdonau entsprang nun tatsächlich im Schwarzwald, zunächst am Kandel, dann, nach weiteren Verlusten zur Oberrheinebene hin, am Feldberg.
Im mittleren Pleistozän verließ die Donau auch das Wellheimer Trockental. Sie vergrößert seitdem die Schlucht der Weltenburger Enge.
Die Urdonau wurde während mehrerer Eiszeiten durch den Vorlandgletscher des Alpenrheins gegen den Südhang der Schwäbischen Alb gestaut, wo sie als glaziales Flankengerinne viele Talungen hinterlassen hat. In der Riß-Kaltzeit etwa umfloss die Donau zwischen Ehingen und Ulm das Hochsträß im Norden. Die Schmiech mündete bereits bei Schelklingen in die Donau; heute nimmt sie den Weg zur Mündung bei Ehingen entgegen der ursprünglichen Fließrichtung der Donau, während die kleine Schelklinger Ach der früheren Richtung nach Norden folgt. Den unteren Teil dieses ehemaligen Donaulaufs, das Blautal, entwässert heute die Blau, die am Blautopf in Blaubeuren entspringt; in der frühen Riß-Kaltzeit entwässerte der Blautopf direkt in die Donau.

## Wutachablenkung

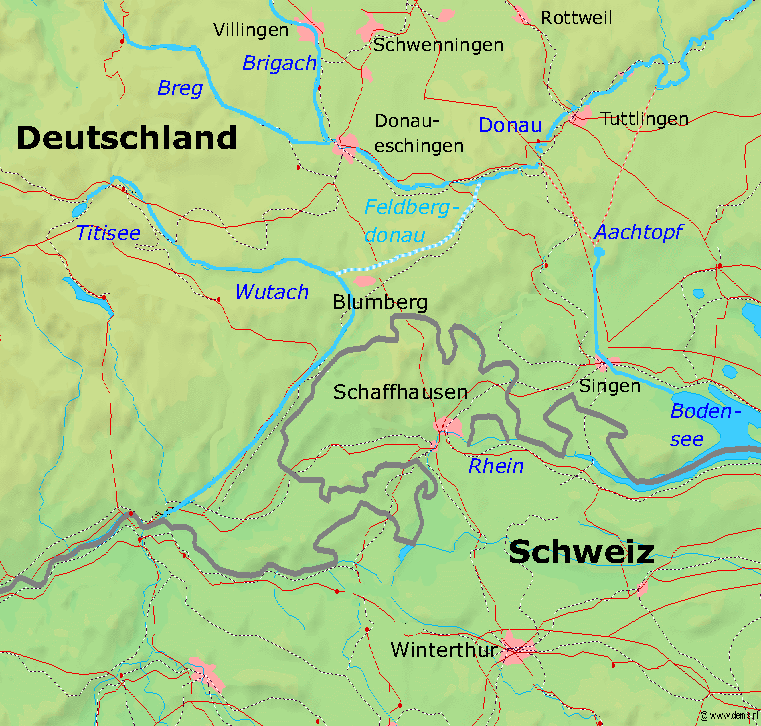
Verlauf der Wutach und die hydrografische Situation an der Donau

Die beiden letzten Ereignisse auf dem Weg zum heutigen Zustand waren zum einen im Zuge der letzten Kaltzeit, bereits unter den Augen des Menschen, der Verlust der Feldbergdonau an die Wutach und den Hochrhein, auffällig markiert durch das Wutachknie im Verlauf der Wutachschlucht, und zum anderen die Donauversinkung zum Bodensee und Hochrhein hin. Der Schwarzwälder Oberlauf der Donau schickt sich somit gerade an, zu einem weiteren Kapitel der Urdonau zu werden.
Durch eine weitere Hebung der Böhmischen Masse bedingt durch die Alpidische Orogenese sind weitere Flussbettverlagerungen nach Süden zwischen Passau und Tulln zukünftig denkbar.